# Дотциген
Дотциген (нем. Dotzigen) — коммуна в Швейцарии, в кантоне Берн.
Входит в состав округа Бюрен. Население составляет 1325 человек (на 31 декабря 2006 года). Официальный код — 0386.

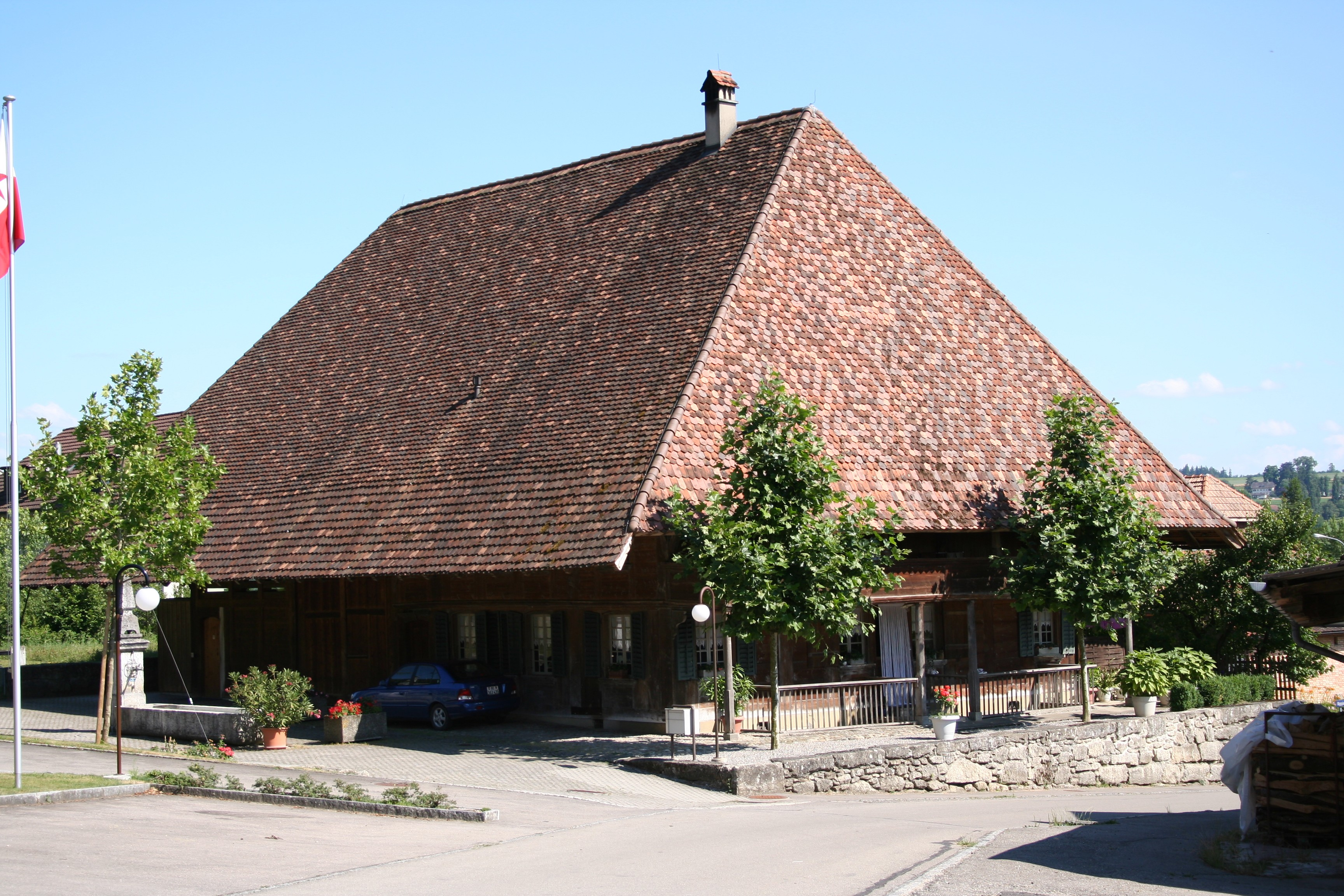
Дотциген

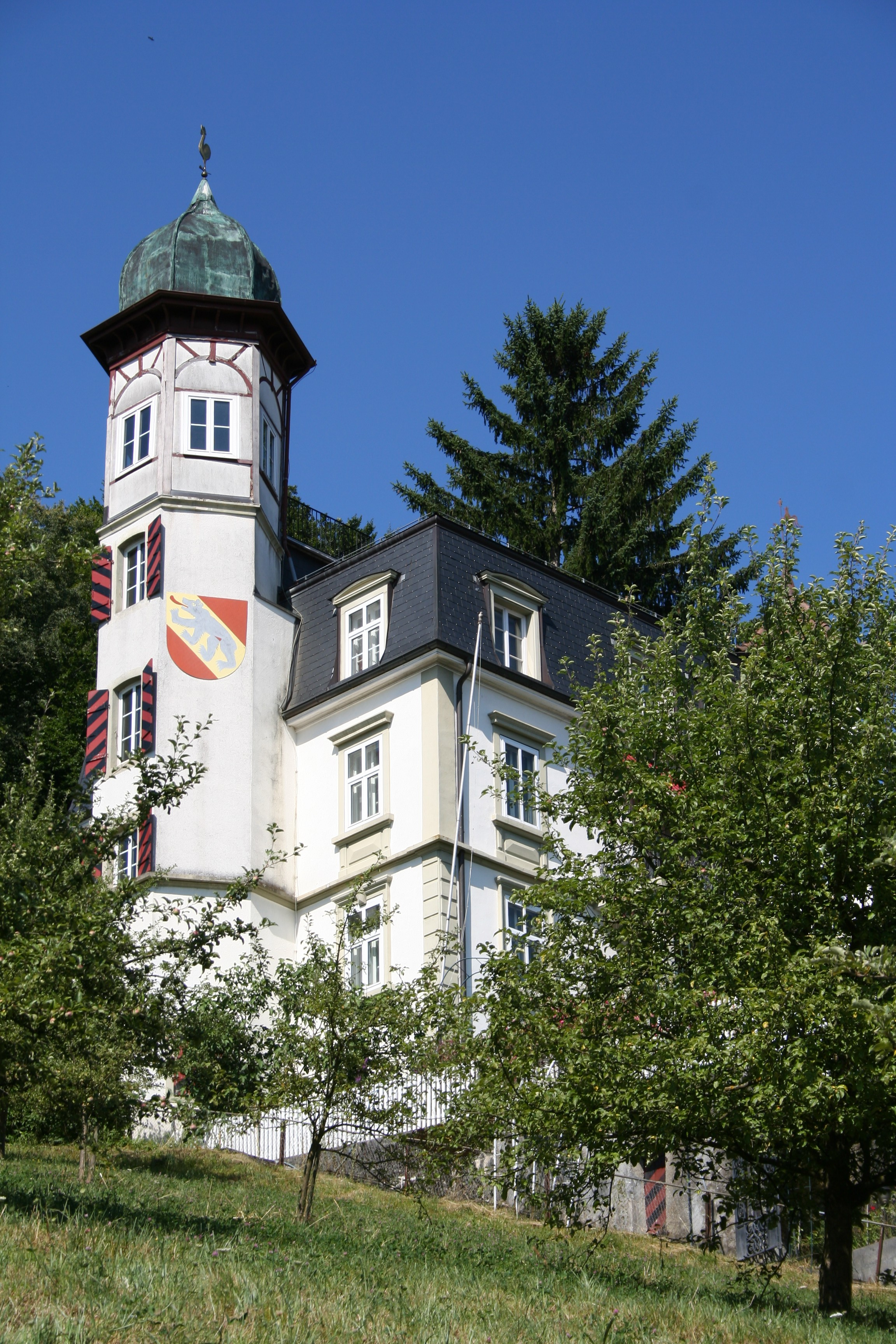
Дотциген